# Arpinum
Arpinum var en gammel romersk by i det sydlig Latium; den hedder i dag Arpino. Arpinum har den dobbelte ære at være fødeby for både Gaius Marius i 157 f.Kr. og Cicero i 106 f.Kr.